# KVOČ20
KVOČ20 je spolek převážně amatérských výtvarníků se sídlem v Českých Budějovicích.

## Popis
Spolek výtvarníků KVOČ 20 byl založený v roce 2010 jako volné sdružení absolventů kurzů Ateliéru Česká 20, mistra Jaroslava Platila. Spolek byl úředně registrovaný v roce 2014 jako KVOČ 20, z. s.  Dalšími učiteli, kteří stále ovlivňují nadání některých členů jsou obzvláště: Mgr. MgA. Petra Vichrová a Mgr. Zdeněk Pták. 
Členové spolku se věnují jak klasické kresbě a malbě, tak i jiným netradičním technikám. Někteří členové jsou dále zruční v keramice, řezbě či se věnují fotografii. Společně se setkávají při plenérové tvorbě, výstavách, performance apod.

## Členové spolku
KVOČ 20, z. s. je otevřený spolek. Počet členů, kteří KVOČ 20 poznamenali a kteří byli poznamenáni je neustále v pohybu. 
Současní aktivní členové jsou: Bára Stluková, Hana Jinderlová, Hilda Brémová, Jitka Straková, Ludmila Kahounová, Martina Domanová, Martina Slaninová Kyselková, Petra Vichrová, Radek Maleč, Miloslav Gábriš, Zdeněk Bárta, Naďa Kubartová, Pavel Joska, Pavel Šmíd. 

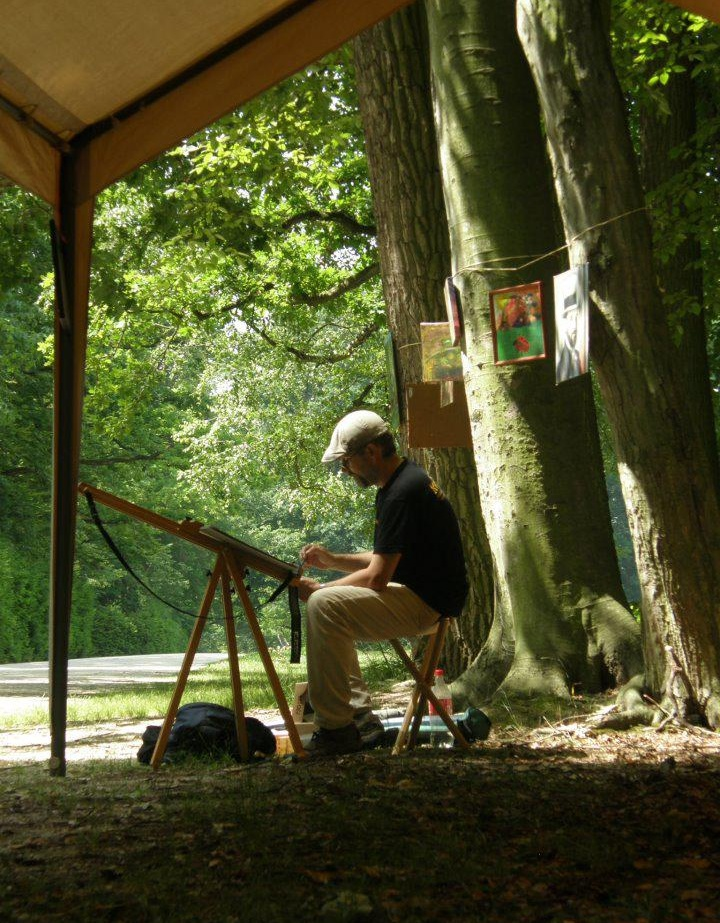
Živá výstava, Třeboň
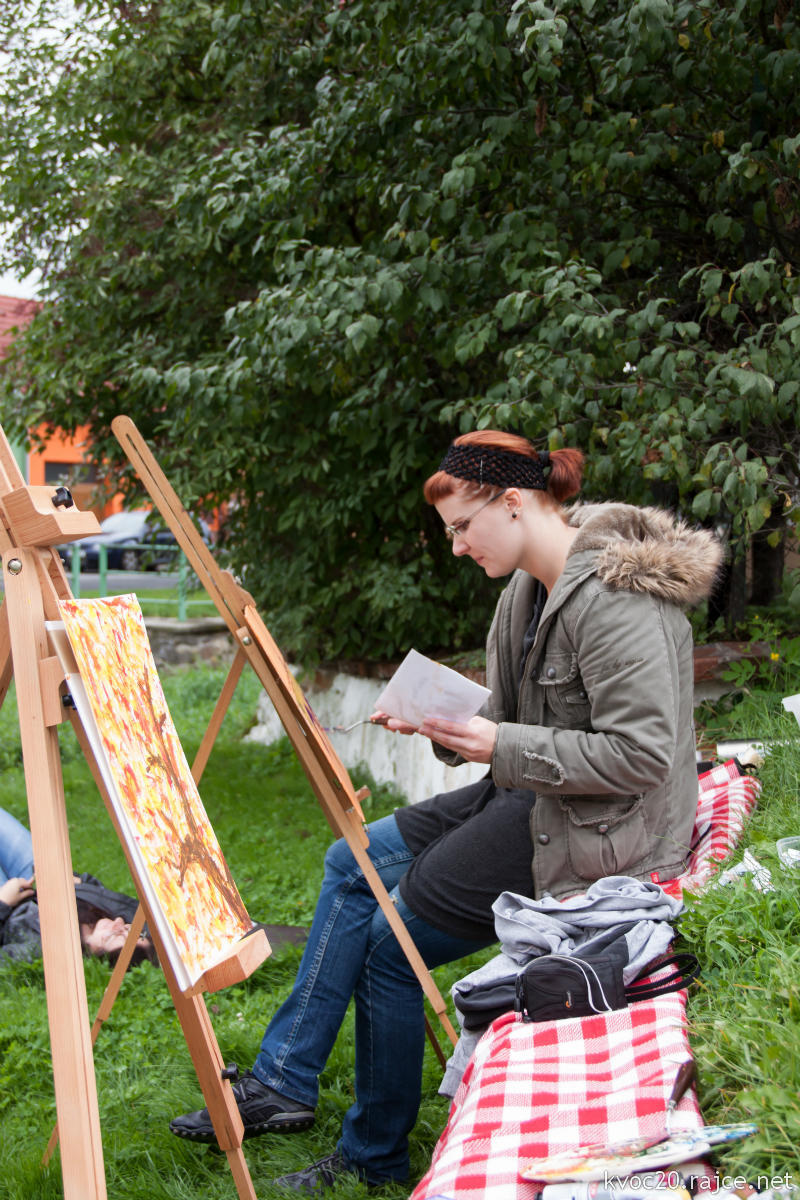
Plenér Vodňany
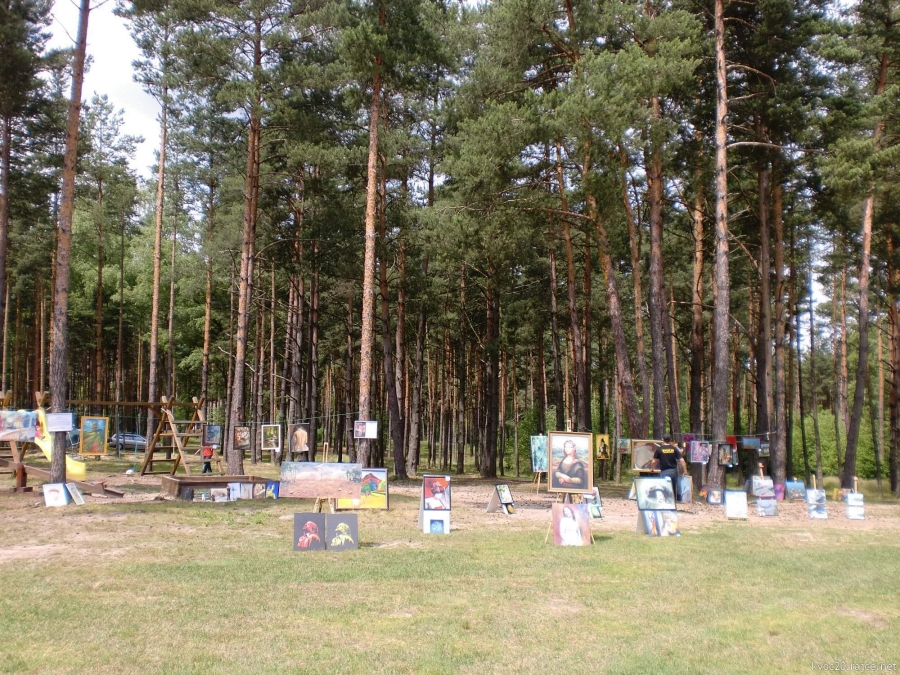
Pojízdná výstava, Paříž